# Ihar Pashevich
Ihar Piatrovich Pashevich –en bielorruso, Ігар Пятровіч Пашэвіч– (Mazyr, 8 de diciembre de 1991) es un deportista bielorruso que compitió en remo. Ganó dos medallas en el Campeonato Europeo de Remo, en los años 2015 y 2016.

## Palmarés internacional
| Campeonato Mundial | Campeonato Mundial     | Campeonato Mundial | Campeonato Mundial |
| Año                | Lugar                  | Medalla            | Prueba             |
| ------------------ | ---------------------- | ------------------ | ------------------ |
| 2015               | Poznań (Polonia)       | Medalla de bronce  | Cuatro sin timonel |
| 2016               | Brandeburgo (Alemania) | Medalla de plata   | Cuatro sin timonel |